# Bande enherbée

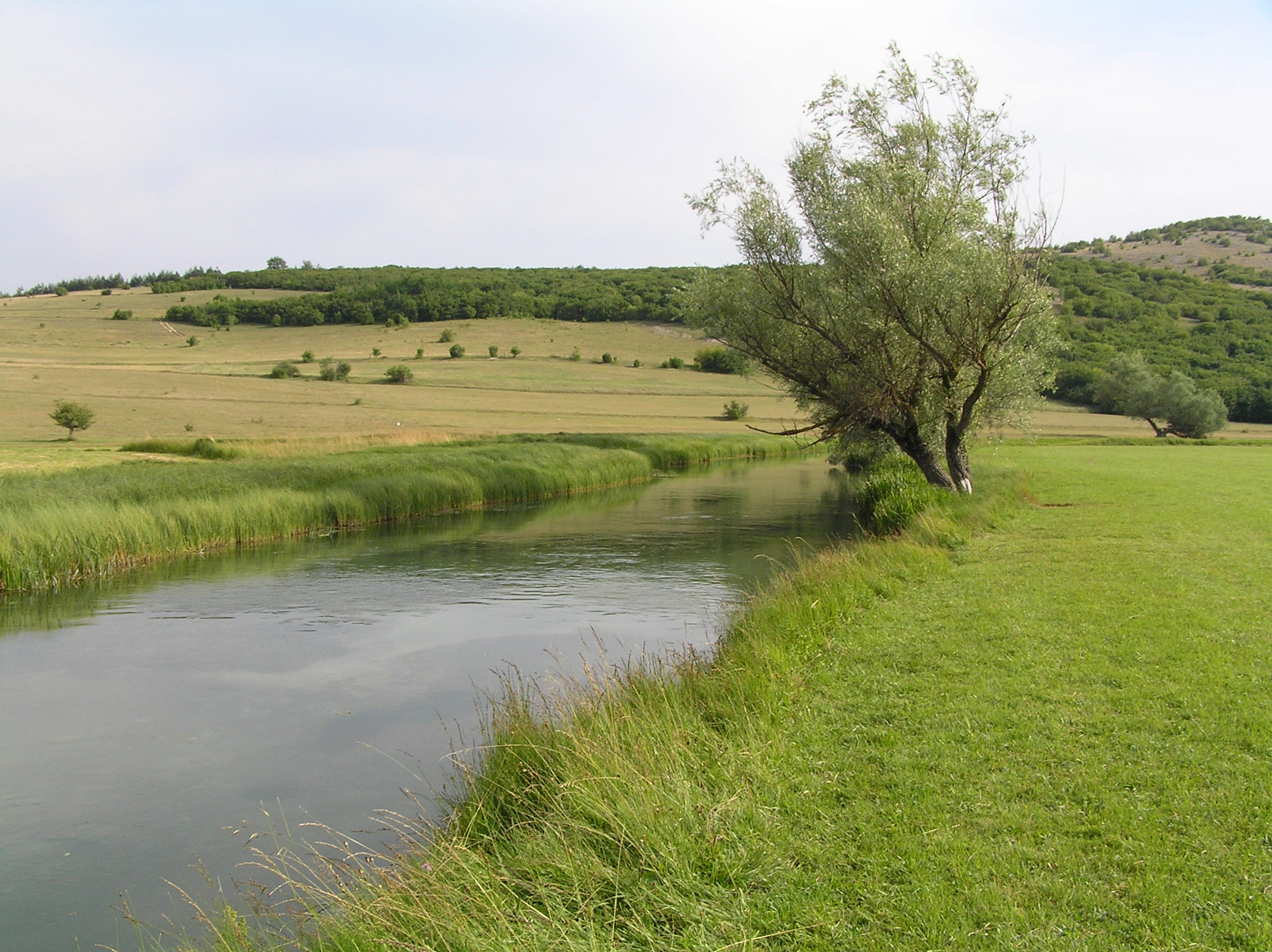
Les « bandes enherbées » protègent l'eau et jouent éventuellement un rôle important de corridor biologique. Elles sont éligibles au dispositif PAC des « surfaces équivalentes topographiques ».

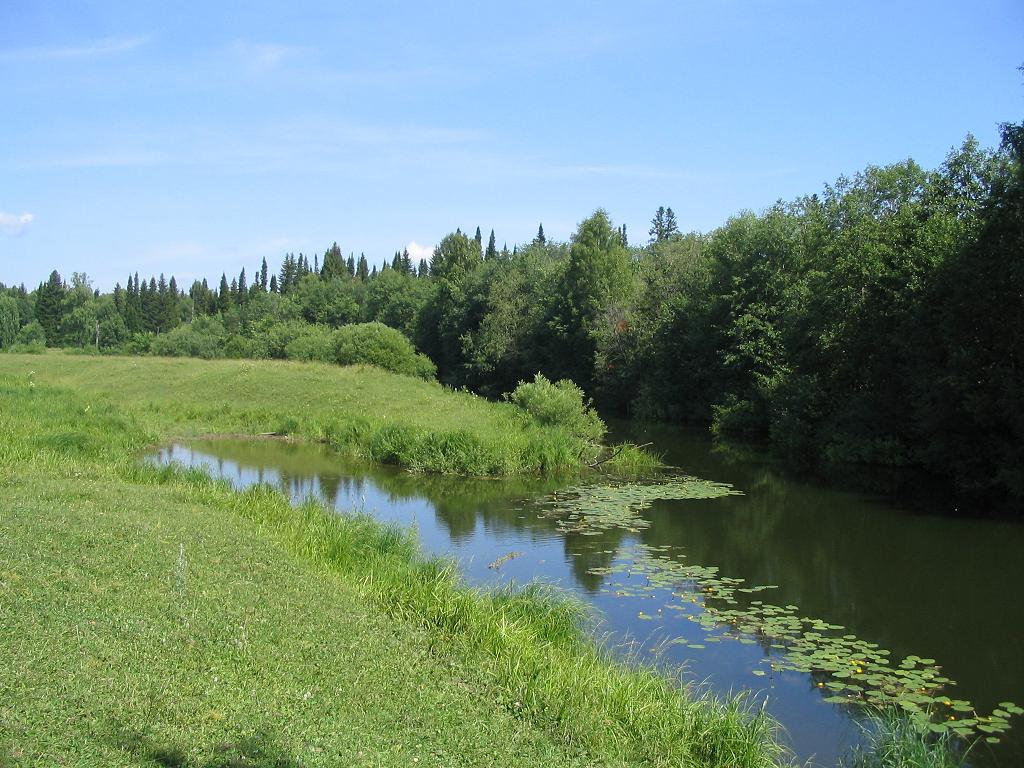
La bande enherbée est complémentaire de la ripisylve, qui peut la compléter, qui protège également les berges, mais en y portant de l'ombre.

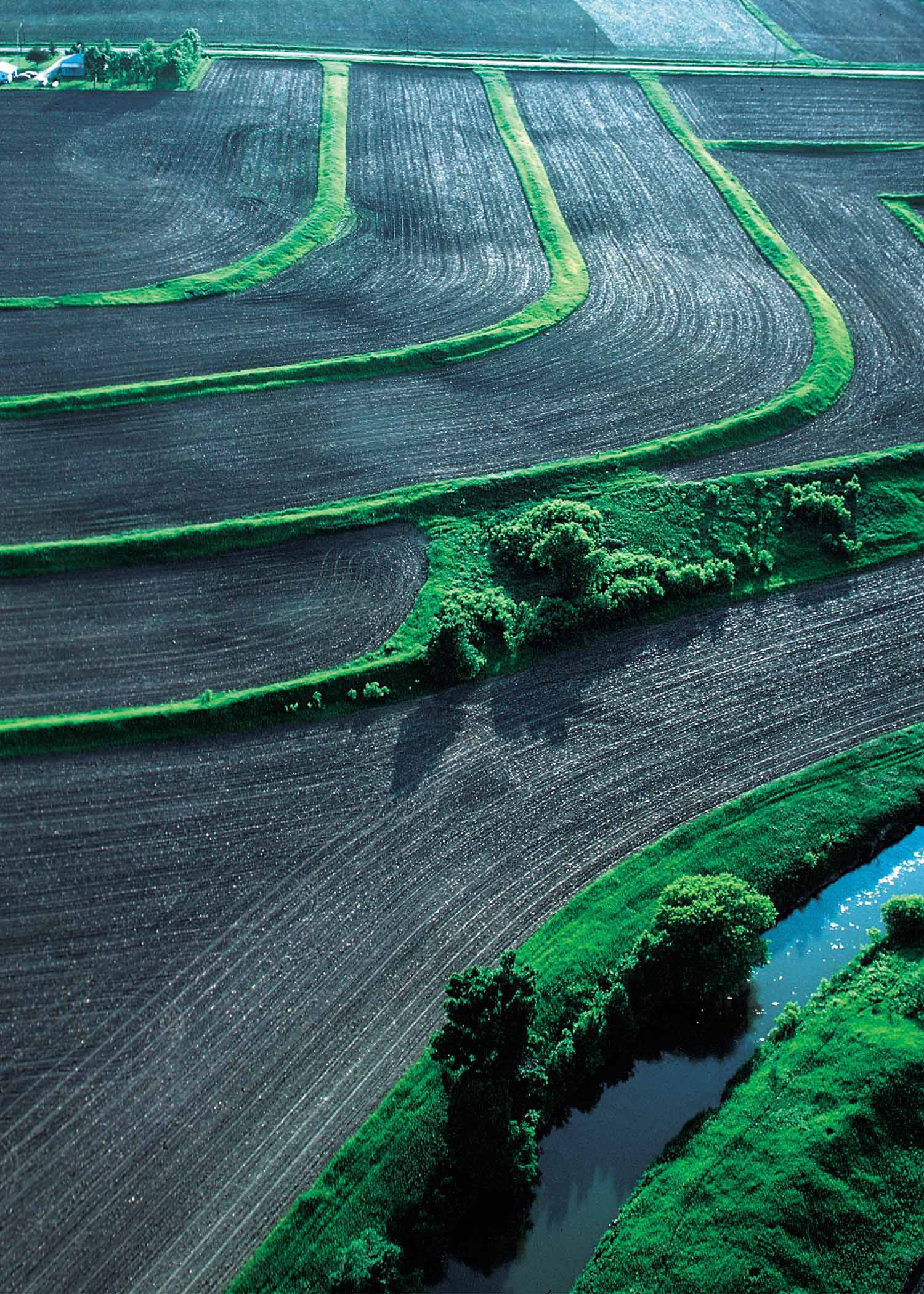
Zone de culture où un labour en terrasse a été associé à un maillage de zones tampons (talus enherbés, haies ou bandes enherbées) pour restaurer et protéger la qualité du sol et de l'eau (exploitation agricole, comté de Woodbury, dans l'Iowa ; 1999).

Les bandes enherbées, plus ou moins larges, sont des dispositifs agro-paysagers longeant les cours d'eau ou plantées transversalement à la pente. Dans certains pays, par exemple en France en tant que « couvert environnemental permanent », elles sont obligatoires sur une partie minimale du territoire. En Belgique, on parle aussi de « tournières » pour désigner des zones enherbées en bout de champ, correspondant à la zone où les engins agricoles font leurs manœuvres et demi-tour. Elles servent également alors de zone-refuge (ou « zone tampon »).

## Multifonctionnalité
Les bandes enherbées ont diverses fonctions, complémentaires, plus ou moins importantes selon leur taille, leur positionnement et la part du paysage qu'elles occupent :
- lutte contre l'érosion des berges et des sols en zone alluviale ;
- zone d'expansion de crue (utile pour la lutte contre l'érosion et la recharge de la nappe phréatique, elle est nécessaire à la vie de nombreuses espèces);
- réduction de la pollution de l'eau (eaux superficielles et de nappe) ; les organismes végétaux et microbiens de la bande enherbée "pompent" une partie des nitrates et du phosphore apportés par les engrais ou des lisiers et solubilisés par les eaux de ruissellement. Ces derniers n'accèdent alors plus à la nappe ou aux cours d'eau et fossés[1]. L'augmentation de la teneur en matière organique, et le frein à l'érosion ainsi qu'un enrichissement du sol en vie microbienne et fongique, font que certains pesticides sont également significativement « filtrés » (adsorbés ou biodégradés [2],[3],[4],[5]), mais leurs métabolites peuvent parfois être facilement relargués dans le milieu comme c'est le cas pour le métolachlore.
- pâturage possible (ou élevage de volaille…)
- lagunage naturel ponctuel dans le temps, ou frayère à brochets si elles sont inondables ;
- corridors biologiques ; extensivement pâturées et/ou fauchées, elles jouent un rôle majeur de protection des berges et un certain rôle de substitut à certains corridors naturels (berges + cours d'eau et leurs écotones), si elles ne sont pas polluées ni trop isolées d'autres éléments naturels du paysage, par exemple pour des micro-mammifères[6] ou les carabes[7] ;
- habitat refuge ou réservoir dans les paysages agricoles, pour des espèces adventices[8],[9] et des espèces d'insectes (ex. criquet [10]). La diversité floristique y joue d'ailleurs un rôle dans le maintien de la diversité de l'entomofaune [11].
- aménités (Cf. amélioration de la qualité du paysage et de la qualité de vie).
- lutte intégrée et agriculture biologique : ces bandes n'étant pas traitées par des pesticides, elles jouent le rôle d'habitat-refuge pour des espèces auxiliaires de l'agriculture (mieux encore si elles sont associées à un réseau de haies. Des études sont en cours pour mieux mesurer les processus de dispersion des auxiliaires et la colonisation des parcelles agricoles à partir de ces bandes considérées comme des "habitats sources". Pour ce faire on utilise diverses méthodes de marquage et de suivi des individus, dont des marqueurs de variabilité génétique des populations[12].

Dans le cas de l'agriculture dite "conventionnelle", c'est-à-dire utilisant engrais et pesticides chimiques, elles jouent une fonction supplémentaire pour l'agriculteur : elles accueillent des adventices sauvages dont les gènes se mélangeront (par pollinisation croisée) avec ceux des populations de mêmes adventices croissant dans les champs voisins (traités par des désherbants). Ce mélange de gènes fait que ces dernières risquent moins et moins rapidement de développer des résistances aux désherbants.

### Avantages/Inconvénients
Il faut distinguer la mise en place des bandes enherbées en bord de cours d'eau, de celle implantée en pleine parcelle (cas de la vigne, par exemple)
Au moment de l'installation d'un enherbement dans des cultures, la concurrence hydrique et minérale peut être forte sur les bords de cette dernière les premières années (c'est une technique utilisée en vigne trop « poussante »). En revanche, au bout de 4 à 5 ans, l'enherbement devient nutritionnel, toujours concurrentiel au niveau hydrique, mais favorisant l'infiltration de l'eau et une moindre érosion. Si une bande enherbée transversale à la pente a une forme de noue ou qu'elle est bordée d'un talus, elle peut aussi favoriser une meilleure infiltration des eaux d'automne, d'hiver et de printemps, au profit de la recharge de la nappe superficielle, améliorant son effet tampon.
Lorsqu'elles sont implantées en bordures de parcelles, elles peuvent constituer une crainte de la part des agriculteurs d'un point de vue malherbologique ou économique . Cette crainte malherbologique est compréhensible car de nombreuses adventices vont se développer en bordures, mais cette diversité végétale de bordures ne dispersent que très peu à l'intérieur de la parcelle ,.

## Aspects historiques
Si le dispositif les imposant légalement est récent et nouveau, du point de vue de l'histoire de l'environnement et de l'histoire de l'agriculture, les systèmes de polyculture-élevage utilisant des talus enherbés et des fonds de vallées « toujours en herbe » ne sont pas récents. Ces systèmes de cultures sont les plus fréquents sur les représentations anciennes de paysages ou d'Atlas, dont les Albums de Croÿ ou l'Atlas de Trudaine plus récent. Par exemple (exemple 1, exemple 2) ; l'Atlas de Trudaine, nous montre que les bandes de prairies conservées le long des rivières formaient encore une véritable trame verte et bleue cohérente, il y a plus de 200 ans.
Par exemple, comme le montrent des photos prises en 1914 à Fromelles, dans le nord de la France, la vallée de la Lys était encore dans ce secteur entièrement enherbée. Cette zone est aujourd'hui assez intensément cultivée et en grande partie labourée.

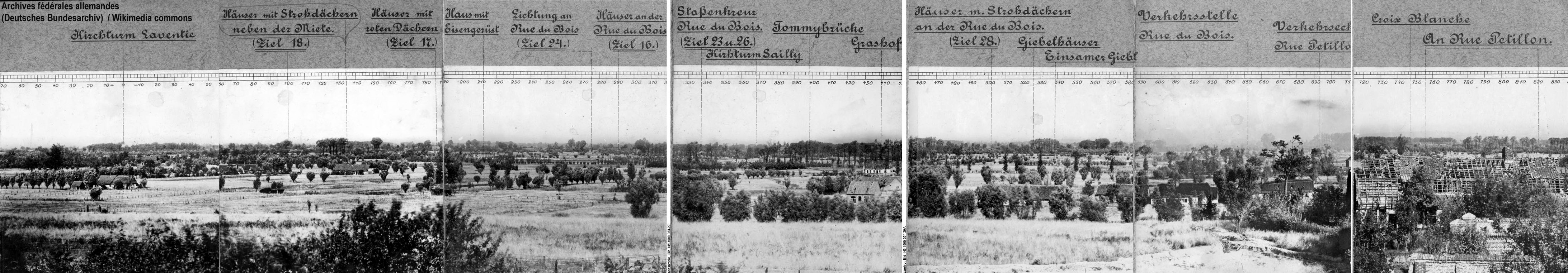
Vue panoramique des alentours du village de Fromelles en 1914, à partir de l'observatoire installé dans l'école du village par l'armée allemande.

## Aspects légaux
Les bandes enherbées font dans certains pays partie des nouvelles mesures mises en place pour protéger l'eau notamment en Europe dans le cadre de la directive cadre européenne sur l'eau, et de la politique agricole commune, et/ou dans le cadre de politiques nationales, locales ou régionales de protection de l'Environnement, rendant leur financement éligible, sous certaines conditions.
La législation nationale, dans les bandes obligatoires peut imposer ou interdire certains types de couverts. Ainsi, en France dans les années 2000, seules quelques plantes sont autorisées, le ray-grass est le plus utilisé mais pose deux inconvénients : très faible intérêt pour la biodiversité et la nidification de la faune sauvage. Il nécessite un entretien, qui n'est pas toujours assuré en respectant les périodes de reproduction ou de plus grande vulnérabilité de la faune. Les fétuques et le dactyle sont également autorisées, plus utiles aux insectes, et granivores et plus susceptibles d'abriter des auxiliaires des cultures. Seules ou en mélange, ces deux herbacées ne nécessitent qu’un entretien réduit (fauche annuelle en septembre, hors période de reproduction). Pour les bandes tampons du bassin versant, comme celles situées le long des cours d’eau, « les implantations de miscanthus et, de manière générale, d’espèces invasives sont interdites ».
C'est une des mesures encouragées par les ateliers "Agriculture" du Grenelle de l'environnement de 2007, qui peut décliner localement la trame verte (nationale et locale), également plébiscitée par le Grenelle. La loi Grenelle II votée le 29 juin 2010 impose des bandes enherbées larges d'au moins 5 mètres le long de cours et plans d’eau en cohérence avec ceux identifiés dans le cadre des BCAE ("bonnes conditions agricoles et environnementales" de la PAC) . Ces mesures qui visent surtout à la protection et renaturation des cours d'eau, la protection de la faune et de la flore et le remaillage écologique peuvent aussi être des mesures conservatoires ou compensatoires, par exemple dans le cadre de remembrements. En 2007, le Grenelle de l'environnement a proposé l'idée d'un « remembrement écologique », dans lequel des bandes enherbées pourraient, avec un néo-bocage jouer un rôle majeur.
Elles peuvent être associées à des plantations de haies qui renforcent encore la protection du cours d'eau. Tout ou partie des traitements phytosanitaires peuvent parfois y être interdits.

## En France, dans le cadre de la PAC
Pour limiter l'eutrophisation et certaines dystrophisations par les apports de nitrates à la mer et dans les eaux de surface, la loi impose des bandes enherbées autour de certains cours d'eau. Les DDT et les mairies renseignent les agriculteurs sur les listes départementales de cours d'eau devant être ainsi protégés. En l'absence d'arrêté, des bandes enherbées doivent être entretenues sur tous les cours d'eau matérialisés sur les cartes IGN au 1/25 000e (les plus récentes) par des traits bleus pleins, mais aussi en pointillé s'ils portent un nom.
Les bordures de cours d'eau ne doivent pas être traitées par des pesticides dans les ZNT (zones non traitées), ou IZNT (intervalles de zones non traitées), sont (par dérogation) en 2007 les mêmes que celles qui doivent être protégées par des bandes enherbées. En 2008, les ZNT pourraient être élargies aux bordures des points d'eau (Une bande de 5 m de large au minimum, est évoquée en 2007),. En 2010 les bandes enherbées et/ou boisées obligatoires le long des cours d'eau passent à 5 m et 10 m suivant les départements et les rivières.
Il peut exister aussi des bandes enherbées en dehors des abords de cours d'eau. Ces « bandes végétalisées en couvert spontané ou implanté » doivent être « différentiables à l'œil nu de la parcelle cultivée qu'elles bordent, de 1 à 5 m de large, situées entre 2 parcelles, entre parcelle et chemin ou lisière de forêt ». Dans le cadre de l'écoéligibilité de la nouvelle PAC, ces bandes enherbées (ainsi que quelques autres éléments paysagers semi-naturels d'intérêt agroécologique et écologique sont éligibles au dispositif des « surfaces équivalentes topographiques ».

## Autres types de bandes enherbées

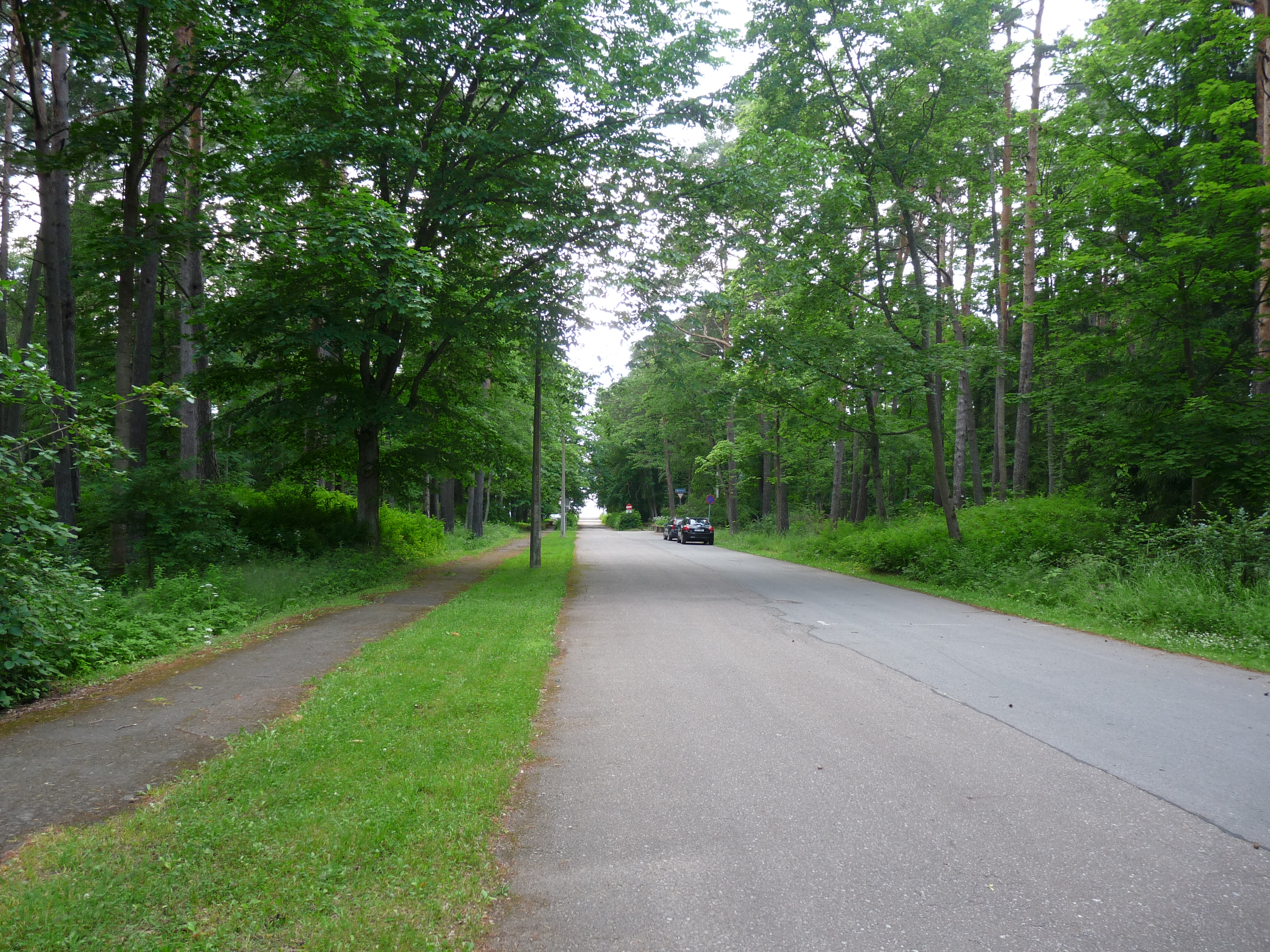
Bande enherbée utilisée comme séparateur pour une piste cyclable en site propre.

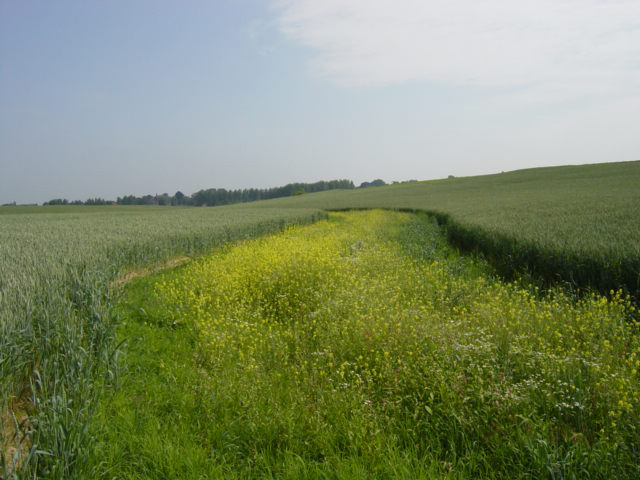
Exemple de bande enherbée (et fleurie) transversale au sens d'écoulement de l'eau, qui freine l'érosion et peut aussi jouer un rôle de corridor biologique pour quelques espèces.

Divers types de bandes enherbées peuvent être utilisées comme « zone tampon » (bas côté, séparateur en bord de canal, élément paysager, etc.), on parlera ainsi de zones tampons sèches ou boisées... Leur valeur écologique sera dépendant de leurs fonctions et de la nature du contexte écopaysager. Il peut parfois être significatif, ou pourrait souvent être renforcé.